# Julie Louise Bibault de Misery
Julie Louise Bibault de Misery, född 1732, död 1804, var en fransk hovfunktionär. Hon var Première femme de Chambre (kammarjungfru) till Frankrikes drottning Marie Antoinette. 
Julie de Misery var gifte sig 1750 med hovtjänaren Charles François Bibault de Misery. Hon efterträdde sin faster som Première femme de Chambre hos drottning Marie Leszczyńska 1765-1768. Hon överfördes till Marie Antoinettes hushåll vid dennas ankomst till Frankrike. I början var hon ogillad av Marie Antoinette, som ogillade den vikt hon fäste vid etiketten, men de kom så småningom att komma väl överens. 
Hon utpekades som delaktig i intriger vid hovet. Hon ska ha varit allierad med Paul François de Quelen de la Vauguyon och anhängare av jesuiterna och den ärkekonservativa hovkrets som kallades Dévots. Hon blev utpekad av Jeanne de Valois-Saint-Rémy som delaktig i halsbandsaffären. 
1775 delades tjänsten Première femme de Chambre i fyra mellan Julie Louise Bibault de Misery och hennes tre ställföreträdare Henriette Campan, Marie-Élisabeth Thibault och Quelpée La Borde Regnier de Jarjayes, som turades om att tjäna och övervakade kammarpigorna (femme du chambre); alla fyra var anställda fram till monarkins avskaffande och upplösningen av drottningens hushåll 1792.